# Antlerpeton
Antlerpeton — вимерлий рід ранніх тетраподоморфів з раннього карбону штату Невада. Він відомий з одного погано збереженого скелета з формації Даймонд-Пік в окрузі Юрика. Суміш особливостей його складних хребців свідчить про те, що Antlerpeton є примітивним стеблом тетраподоморфів, який має спорідненість з пізнішими, більш розвиненими формами. Його міцний таз і задні кінцівки дозволяли ефективно пересуватися на суші, але тварина, ймовірно, все ще була прив’язана до напівводного способу життя поблизу узбережжя. Голотипний екземпляр Антлерпетона був знайдений у скелях, які були відкладені в прибережних і морських умовах. Тому цілком ймовірно, що Антлерпетон мешкав у річках або болотах поблизу узбережжя і мав певну терпимість до солоної води.